# آيت إنزال لوطا (تغدوين)
آيت إنزال لوطا هي إحدى مشيخات المملكة المغربية، تتبع جغرافيا لإقليم الحوز وإداريًا لتغدوين. يقدر عدد سكانها بـ 4239 نسمة حسب الإحصاء الرسمي للسكان والسكنى لسنة 2004.